# هيرميون غرينجر
هيرميون جِاين غرينجر (بالإنجليزية: Hermione Jane Granger)‏ شخصية خيالية من سلسلة روايات هارى بوتر للمؤلفة البريطانية ج. ك. رولنغ ولدت في 19 سبتمبر 1979 وقد قامت الممثلة إيما واتسون بأداء دورها في سلسلة الأفلام.
و هيرميون هي أحد طلاب مدرسة هوغوورتس لفنون السحر والعرافة وهي من منزل جريفندور وأفضل أصدقاء هاري بوتر ورون وجيني ويزلي. ظهرت هرميون لأول مرة في كتاب هاري بوتر وحجر الفيلسوف (1997) كطالبة في قطار هوجوورتس السريع في طريقها إلى المدرسة. وقد أصبحت أفضل أصدقاء هاري ورون بعد أن أنقذها الأخيران من الترول الجبلي في حمام الفتيات.
عادة ما تستخدم ذكاءها وسرعة بديهتها ومعرفتها الواسعة لتقديم المساعدة والدعم في المواقف الحرجة.
أعلنت جي كيه رولينج أن هرميون تمثلها عندما كانت فتاة صغيرة وخصوصاً في خوفها من الفشل.

## صفاتها
تعد هرميون من أذكى طلاب هوجوورتس على الإطلاق، فهي شديدة التفوق والطموح، مما أدى إلى تمكنها من مساعدة صديقاها المفضلان في العديد من المشاكل والمغامرات التي يواجهونها على مدار أحداث السلسلة، وإن كانت دائما تبدي غضبها من أفعالهما الخرقاء التي تؤدي بهما إلى تلك المغامرات.
وتقول جوان رولينغ موراي أن هرمايوني تتكلم عنها في بعض الأحيان.
عندما وضعت قبعة التنسيق فوق رأسها احتارت القبعة كثيرا بين وضع هرميون في منزل رافنكلو لذكائها الشديد وبين منزل جريفندور لكنها اختارت جريفندور في النهاية وقد تكون لإرادة هرميون تأثير على اختيار القبعة.

## أسرتها
- الأم: عامية غير معروفة الاسم (طبيبة أسنان)
- الأب: عامي غير معروف الاسم (طبيب أسنان)
- الإخوة: في وقت ما من عملية الكتابة، كان لدى هيرميون أخت صغرى[1] ، وعلى أي حال فإن جوان رولينغ موراي قد قررت ألا تضمن هذه الشخصية، لذا فإن هيرميون طفلة وحيدة[2]
- الطفولة: آل جرينجر، بينما قبلوا العالم السحري ومكان ابنتهم فيه، فإنهم لا يوافقون على استخدام السحر للإصلاحات السريعة، فقد أصروا على سبيل المثال على أن أسنان هيرميون الأمامية ستعالج بالطريقة المعتادة بمقوم الأسنان. أرسلوا وجبات صحية خفيفة إلى هيرميون في هوجوورتس عن طريق البوم، وجاءوا معها إلى حارة دياجون في أغسطس ليساعدوها على ابتياع حاجاتها المدرسية. ماذا يخبرون العائلة والأصدقاء عن مدرسة ابنتهم هو ما يمكن أن يحزره أي شخص، لكنهم بالتأكيد فخورون بها.
- موقع منزل الطفولة: غير معروف

## المهارات والقدرات
العصا السحرية: خشب الكرم، من أوتار قلب التنين.
أدوات أخرى: ممحاة كاشفة،. استخدمت المحول الزمني خلال السنة الدراسية 1993 م– 1994م [السنة الثالثة عشرة – السنة الرابعة عشرة] لتحضر صفوفاً إضافية.
الجوارب: تحوكها من أجل الجن المنزلي.
المهنة: لم تخبر هاري بوتر عن خططها المستقبلية (كانت لا تزال مهووسة بجمعية الدفاع عن حقوق الجن المنزلي).
المهارات: درست الأبجدية الرونية، المنطق، الأرتماطيقي، وقرأت كتاب تاريخ هوجوورتس، كما تفوقت في استخدام النار المحمولة المضادة للنيران والانتقال الآني.
الباتروناس: ثعلب البحر (الفقمة)
البوجارت: ماكجونجال تخبرها بأنها فشلت في كل شيء.
خط الكتابة: أنيق

## نظرة عميقة عن هيرميون
هيرميون بسهولة هي الساحرة الأذكى في عامها في هوجوورتس. جريفندورية دخلت هوجوورتس في 1991م. والداها عاميان، وكلاهما طبيبا أسنان. تقرأ بنهم وتميل إلى الاعتقاد بأن كل شيء يستحق أن يعرف عنه يمكن تعلمه من الكتب. عندما اكتشفت على سبيل المثال أن التنبؤ كان فناً غير دقيق أكثر منه علماً مضبوطاً، وأن قراءاتها وأبحاثها لن تجعل منها عرافة. انقلبت ضده، وتركت الفصل لاحقاً. في سنتها الأولى في هوجوورتس، وجدت هيرميون نفسها مكروهة من معظم الأطفال الآخرين. كانت متسلطة تعرف كل شيء، وتخبر الآخرين بألا يفعلوا كل ما يخالف القوانين. نضجت بعض الشيء وتخطت سنتها الأولى، ولانت أكثر في السنين اللاحقة، لكنها لم تفقد أبداً رفضها لمخالفة القواعد.
لهيرميون عقل لامع. حفظت الكثير والكثير من التعاويذ التي تذلل طريقها في أصعب المواقف التي تربك أي شخص آخر. بحلول سنتها الخامسة كانت قادرة على تلاوة تعويذة تقلب من مستوى السحر المتقدم. النيران المحمولة المضادة للنيران هي اختصاصها. وحتى أنها أمضت إحدى سنينها الدراسية تأخذ صفوفاً مضاعفة باستخدام محول زمني لتستطيع أن تكون في مكانين في نفس الوقت، لكنها وجدت ذلك الأمر مرهقاً للغاية. تمتاز في معظم المواد وغالباً ما تساعد نيفيل لونجبوتوم خلال صفوف الوصفات الصعبة. معظم الأساتذة يعتبرونها نجمة التلامذة بالرغم من أن سناب يلقبها بالمتباهية.
لهيرميون شعر بني كثيف وعينان بنيتان. اسمها الأوسط هو جين. عيد ميلادها في 19 سبتمبر، وهدية مولدها في 1993م كانت أن اشترت لنفسها قطاً كبيراً بلون الزنجبيل اسمه كروكشانكس. أفضل صديقين لها هما رون ويزلي وهاري بوتر، وتتفق بشكل جيد مع جيني ويزلي. في سنتها الرابعة في هوجوورتس وجدت نفسها محط اهتمام فيكتور كرام لاعب كويديتش بلغاري شهير كان تلميذاً زائراً من معهد دارمسترانج. وبادلته الاهتمام إلى حد ما، بالرغم من أنها بدت وكأنها تطور علاقة مثيرة للاهتمام مع رون ويزلي يبدو أنها ستتطور إلى شيء أكبر. ووحده الوقت سيخبر عنه.
لهيرميون وعي اجتماعي متقدم، وتعمل بلا كلل لأجل أولئك الذين تراهم كمستضعفين ومضطهدين. كانت سريعة في أخذ نيفيل تحت جناحها ومساعدته، خصوصاً في حصص الوصفات. اشترت كروكشانكس من محل للمخلوقات السحرية لأن لا أحد أراده. وأمضت ساعات تحضر دفاعاً عن بك بيك، هيبوجريف اتهم خطأ. ولاحقاً بدأت الاهتمام بمشاكل الجن المنزلي.

## في نهاية السلسلة
تتزوج هيرميون من رون ويزلي، وينجبا كل من روز وهيوجو. تعمل بقسم التنظيم والسيطرة على المخلوقات السحرية ثم قسم تنفيذ القانون السحري.
في مسرحية هاري بوتر والطفل الملعون تصبح هيرميون وزيرة السحر ويعمل هاري تحت إمرتها. وتبدو امرأة حازمة ومتحكمة بالأمور وجديرة بالمسؤولية التي أنيطت بها.

## وصلات خارجية
الموقع الرسمي لإيما واتسون
موقع أرض السحر